# Nervus thoracodorsalis

Bild av plexus brachialis där n. thoracodorsalis ses avgå från den posteriora fascikeln.

Nervus thoracodorsalis är en nerv som utgår från plexus brachialis, från den posteriora fascikeln mellan den övre och nedre nervus subscapularis. Nerven löper inferolateralt om m. latissimus dorsi, först tillsammans arteria subscapularis för att sedan gå med arteria thoracodorsalis. Nerven kommer sedan att motorisk innervera hela muskeln latissimus dorsi som är viktig för att föra överarmen bakåt, inåt och nedåt. Nervus thoracodorsalis får sina nervfibrer från den ventrala ramin från C6 till C8.